# Syr-Darja
Syr-Darja war eine russische Verwaltungsgliederung zu Beginn des 20. Jahrhunderts, die heute unter anderem zu Teilen in Kasachstan liegt. Es liegt im Tiefland von Turan am namensgebenden Fluss Syrdarja.
Die Oberherrschaft wechselte um 1450 von den Timuriden an die Usbeken.
Nach der Einnahme von Taschkent durch russische Truppen wurde am 11. Juli 1867 das Generalgouvernement Turkestan mit den Gebieten Semiretschje und Syr-Darja gegründet.
Alexander Wassiljewitsch von Kaulbars initiierte im Jahr 1870 die Untersuchung der Tälern von Talas und Tschüi, die in den Kreisen Aulie-Ata und Tschimkent liegen. Ziel war das Bestimmen von möglichen Ansiedlungsorten für russische Dörfer. Den konkreten Auftrag erhielt der Militärgouverneur des Gebiets Syr-Darja. Das Ergebnis war, dass die Kreise (uezd) Aulie-Ata, Tschimkent und Taschkent sich besonders für Ackerbau nach den Methoden, die die russischen Bauern bereits anderweitig praktizierten, eigneten, so dass bald darauf Zuwanderungsbewegungen einsetzten. Zur Unterstützung der Umsiedlung wurden mehrere Rayons zur Agrarforschung gegründet, im Februar 1906 wurde der Rayon Syr-Darja gegründet.
Die regionale Regierung erkannte der Region den Status „Stammgebiet Turkestans“ (Korennye oblasti Turkestana) zu, was bedeutete, dass russische Neuansiedler gezwungen waren mit den bereits dort lebenden Stämmen in Verhandlung zu treten, um Land gegen Geld zu erwerben, wobei dieser Handel mit den nomadischen Stämmen offenbar durchaus leicht und billig durchführbar war. Diese Regelung galt vom 12. Juni 1886 bis ins Jahr 1910.
Nur 12,5 % der Stadt-Bevölkerung im Gebiet waren Russen. Industriell war vor allem die Eisenbahn von Krasnowodsk bis Taschkent (1899) und Taschkent-Orenburg (1906) ein wichtiger Entwicklungsfaktor für die Region. Für das Jahr 1913 wurden nicht weniger als 113 Fabriken gezählt.